# Koningsoord (abdij)
De abdij Koningsoord is de enige trappistinnenabdij van Nederland. De abdij ligt aan de Johannahoeveweg te Arnhem.

## Geschiedenis
Koningsoord is een stichting van de trappistenabdij Koningshoeven, die in 1881 bij Tilburg werd gesticht. Bij de familieleden, die de monniken kwamen bezoeken, bevonden zich van tijd tot tijd ook meisjes die in de orde wilden intreden. De abt moest hen dan verwijzen naar de abdij ‘Notre Dame de la Paix’ te Chimay (België), omdat er in Nederland geen trappistinnenabdij bestond. In de loop der jaren trad een vijftigtal Nederlandse meisjes in. Dat aantal was voldoende om in Nederland een klooster te stichten.

## Berkel-Enschot
In november 1933 werd in Berkel-Enschot met de bouw begonnen, die in 1937 voltooid werd. Onder leiding van de abdis van Chimay, Moeder Gertrudis Demarrez, die nu abdis van de nieuwe stichting werd, begon de communiteit met haar taken.
In de Tweede Wereldoorlog werden de joodse zusters Hedwigis en Maria-Theresia Löb samen met hun drie broers uit de abdij Koningshoeven in Auschwitz vergast. Omdat na de oorlog veel jongeren intraden, kon worden overgegaan tot twee stichtingen: Maria-Frieden in de Eifel en Butende in Oeganda. 

## Verhuizing naar Arnhem
Omdat de gemeente Tilburg het voornemen had, op het terrein van de abdij een woonwijk te vestigen en de zusters zich gehinderd voelden in hun monastieke beleving door de steeds verder opdringende woonfuncties, besloten zij te verhuizen. Op 19 november 2007 is begonnen met de bouw van een nieuw klooster op het landgoed Johannahoeve tussen Arnhem en Oosterbeek, op het terrein van de Missionarissen van Mill Hill. Op 8 mei 2009 zijn de zusters verhuisd naar het nieuwe Koningsoord. Op 6 oktober vond de kerkwijding plaats.
De verhuizing werd door de Omroep RKK verslagen in de documentairereeks Verhuizen naar de Stilte.
De handenarbeid, waartoe monniken en monialen volgens de Regel van Benedictus verplicht zijn, bestaat voornamelijk uit een boekbinderij. 
De tegenwoordige abdis is Moeder Pascale Fourmentin; een twintigtal zusters bevolken de abdij.